# City de Moscú

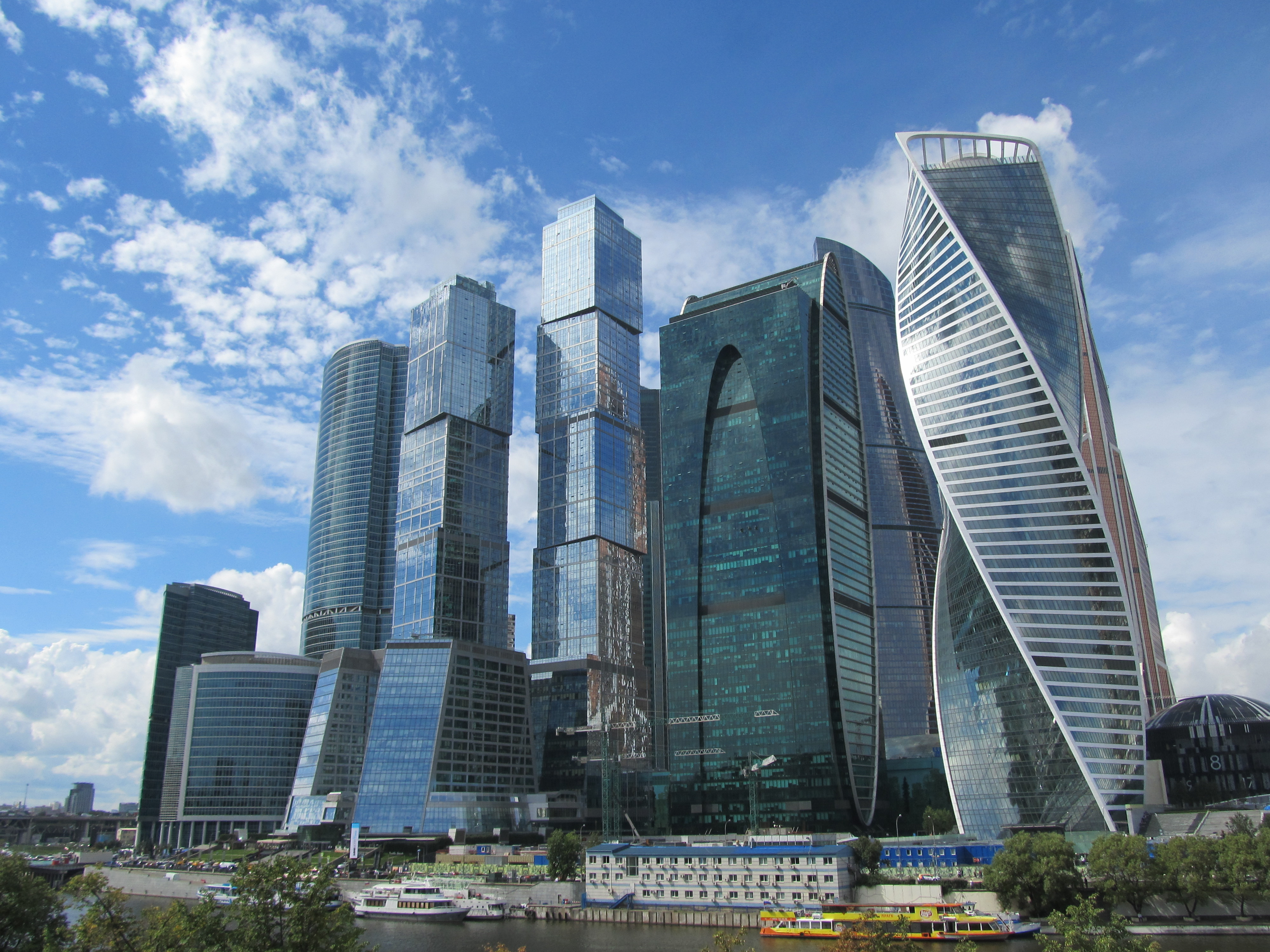
La City de Moscú en 2018.

La City de Moscú (en ruso: Москва-Сити, en inglés: Moscow-City), también conocido como Centro Internacional de Negocios de Moscú (en ruso: Московский международный деловой центр, en inglés: Moscow International Business Center), es un proyecto en el centro de Moscú, Rusia. Geográficamente situado en el Distrito Presnensky en el oeste de Moscú, situado en el Tercer Anillo, el área está actualmente bajo un intenso desarrollo (55°44′56″N 37°32′19″E / 55.748889, 37.538611).
El objetivo de la City de Moscú es crear la primera zona en Rusia, y en toda Europa del este, que combinará actividad de negocios, espacios habitables y de entretenimiento. Será una ciudad dentro de la ciudad. El proyecto fue ideado por el gobierno de Moscú en 1992.
La construcción de la City de Moscú tiene lugar en el dique de Krasnopresnenskaya. El proyecto entero comprende 1 km². Este terreno es el único punto del centro de Moscú que puede albergar una obra de esta magnitud. Antes la mayoría de edificios que ahí se encontraban eran fábricas y complejos industriales.

## Edificios

### Torre 2000

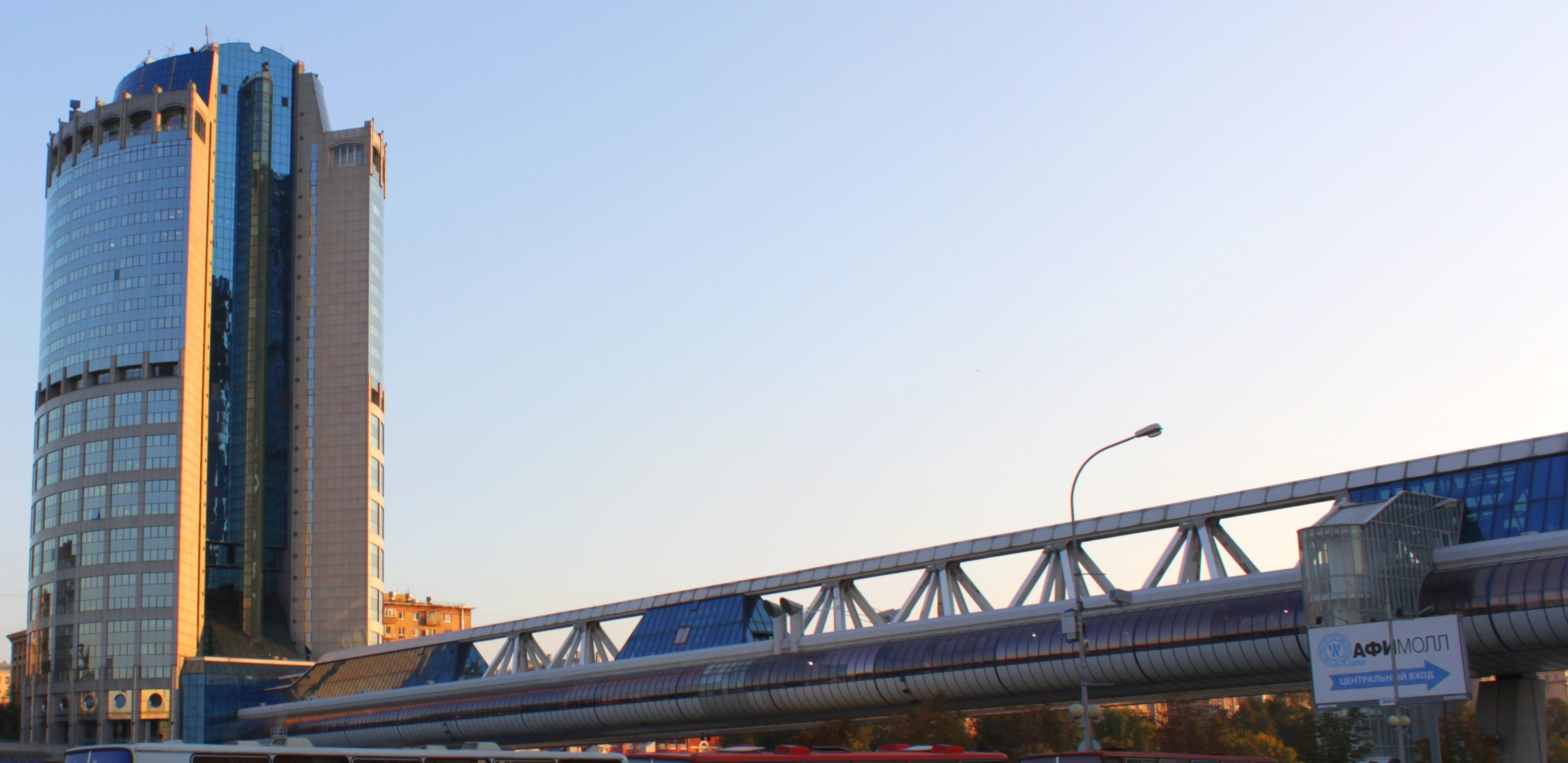
Torre 2000

Torre 2000 es un rascacielos de oficinas con 34 plantas, localizado en el margen derecho del río Moscova. La torre está conectada a la City de Moscú por el puente de peatones Bagration que fue la primera estructura completada del conjunto, situado en lado opuesto a la mayoría del complejo. También hay un aparcamiento subterráneo, restaurantes, y otros establecimientos en la torre.
- Altura: 104 metros
- Área total: 61,057 metros cuadrados
- Inicio de obras: diciembre de 1996
- Conclusión de obras: Último cuarto de 2001

### Evolution Tower

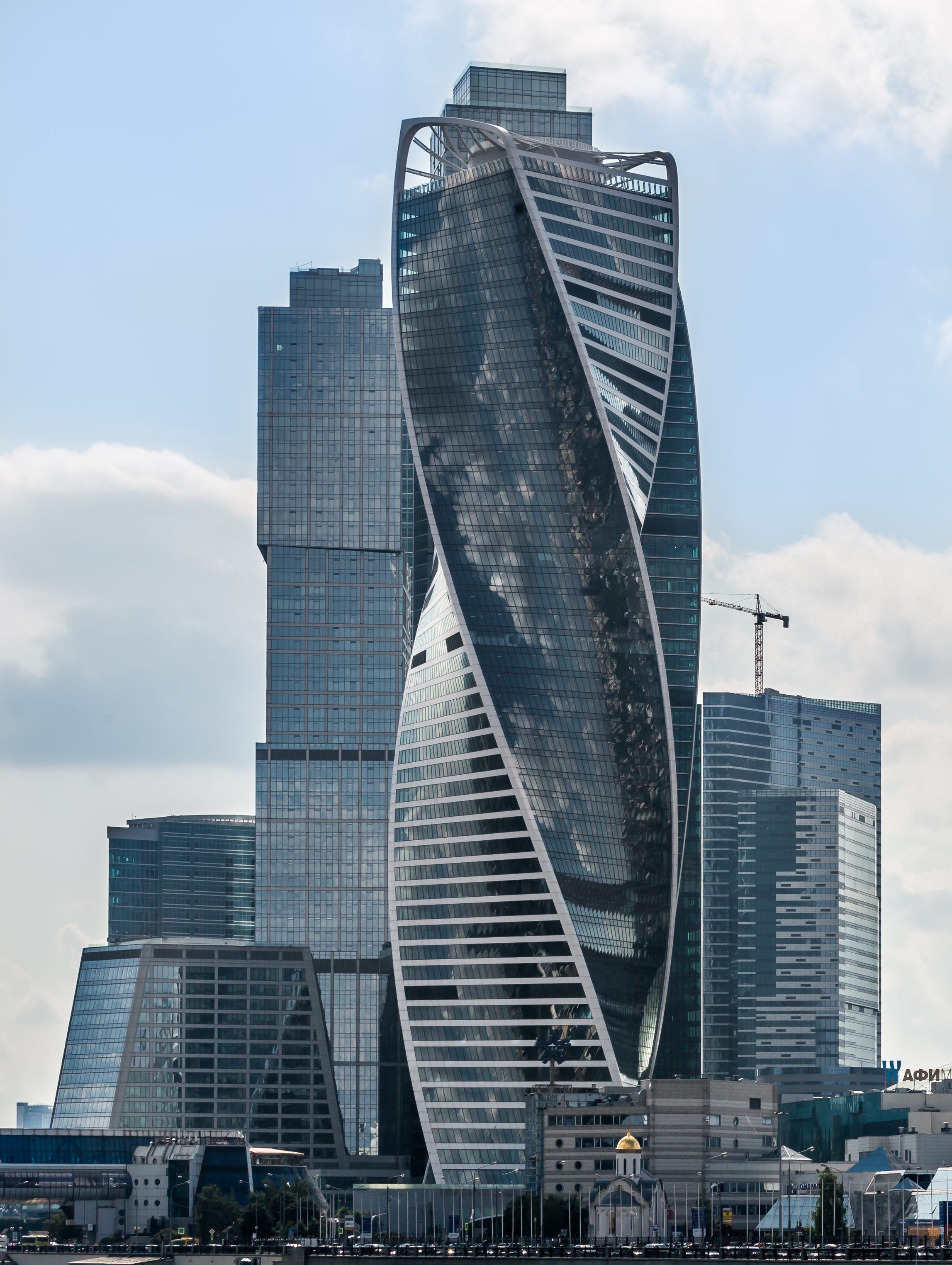
Evolution Tower

Evolution Tower es un rascacielos que se localiza en las parcelas 2 y 3. Es un rascacielos de oficinas y ocio.
- Altura: 255 metros
- Número de plantas: 53
- Área de oficinas: 81.057 metros cuadrados
- Área total: 169.000 m²
- Inicio de obras: 2007
- Conclusión de obras: 2016

### Imperia Tower

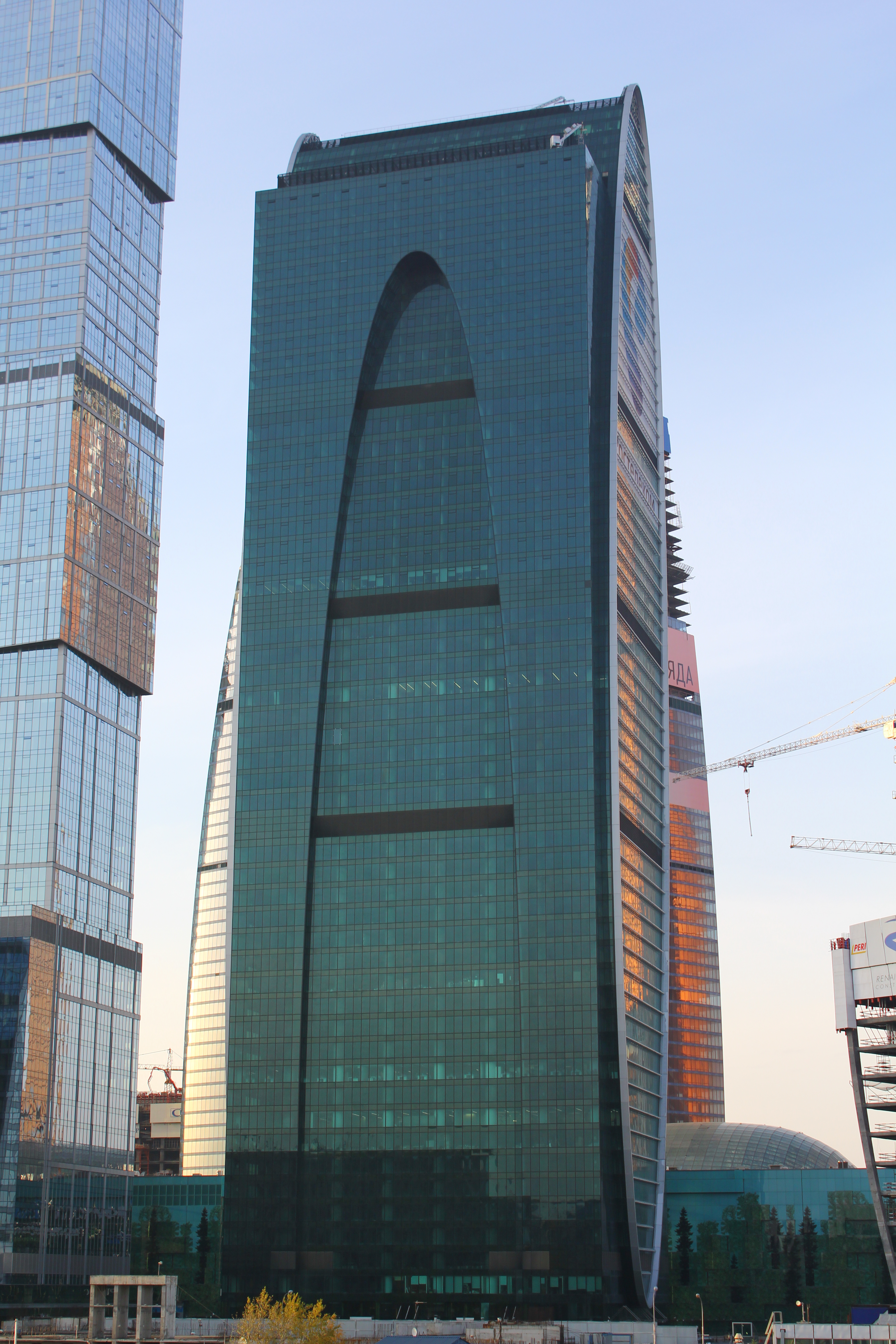
Imperia Tower

Imperia Tower es un rascacielos con usos de entretenimiento y de negocios, incluye un parque acuático, un hotel de cinco estrellas, oficinas, apartamentos lujosos, un club de fitness y un aparcamiento. El edificio A, de 60 plantas en total, tendrá unos 98.000 m² de oficinas, 45.000 m² de apartamentos, un hotel de 250 habitaciones y 30.000 m² y distribuidores al por menor. El edificio B tendrá un parque acuático y será uno de los centros importantes de entretenimiento de la City de Moscú. También será el lugar de un centro comercial, restaurantes y cafés.
- Área total: 288.000 metros cuadrados
- Altura: 239 metros
- Número de plantas: 60
- Conclusión de obras: 2010

### Galería Central
Esta será una de las estructuras más complejas de la City de Moscú. La Galería Central (Центральное ядро), estará ubicada en las parcelas 6,7 y 8, y tendrán dos partes cada una: una subterránea y otra sobre la superficie. Comprende un hotel, centro comercial y cine.
- Área total: 450.000 metros cuadrados
- Inicio de obras: El primer cuarto de 2005
- Conclusión de obras: El tercer cuarto de 2014
- Coste total 300 millones $

### Ciudad de Capitales

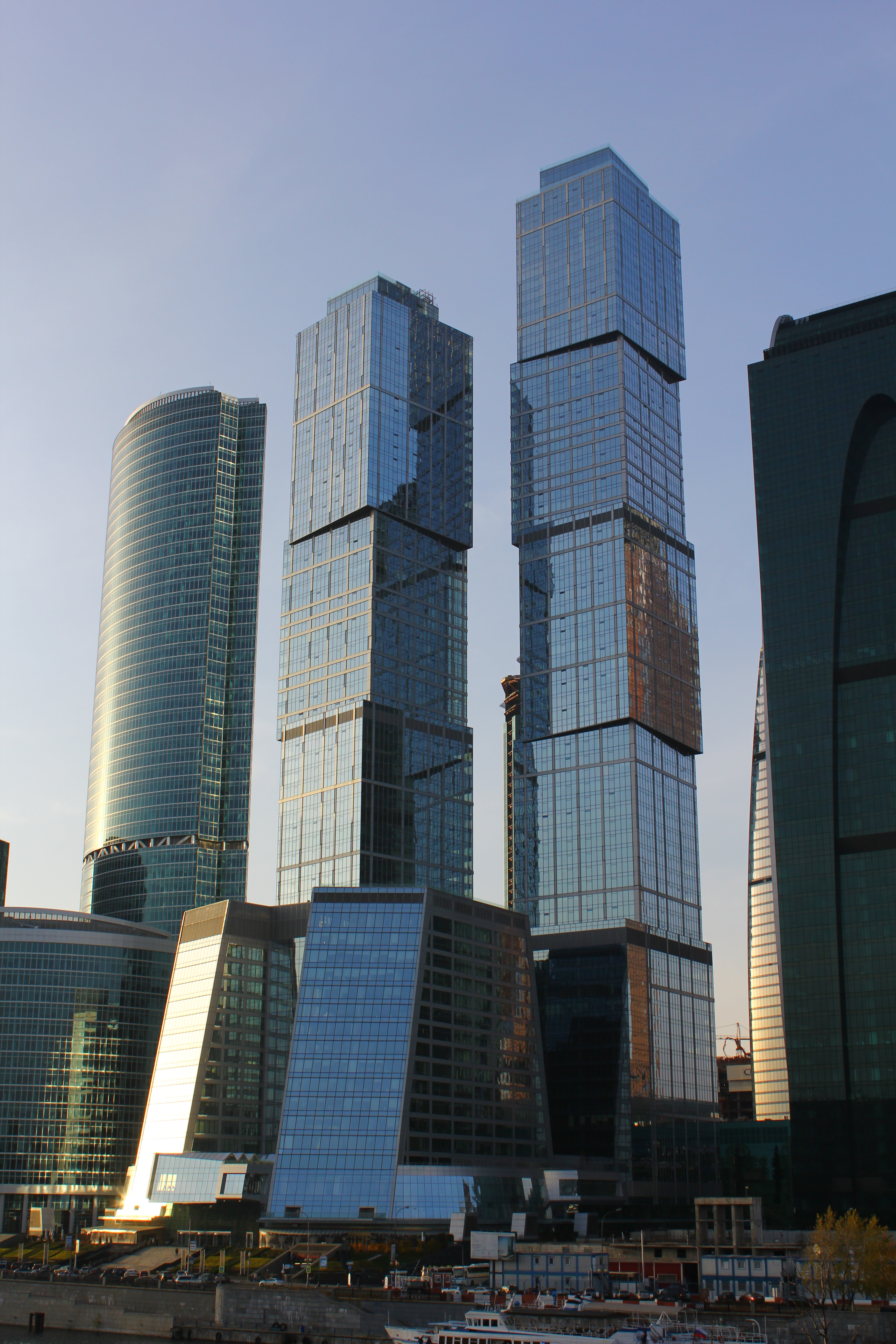
Ciudad de Capitales

El complejo Ciudad de Capitales (Город Столиц), simboliza a Moscú y a San Petersburgo, y está ubicado en la parcela 9.
La Torre Moscú es el primer rascacielos de más de 300 m de altura en Europa. El diseño interior de los vestíbulos, la torre de oficinas y la torre de apartamentos, así como el Spa/fitness de 2800 metros² está a cargo de la oficina de Atlanta de Hirsch Bedner Associates.
- Área Total: 288.680 metros cuadrados
- Altura: 301.6 metros (76 pisos) y 256.9 metros (65 pisos)
- Coste de la inversión: 450 millones $
- Fin de la construcción: 2009

### Torre Naberezhnaya

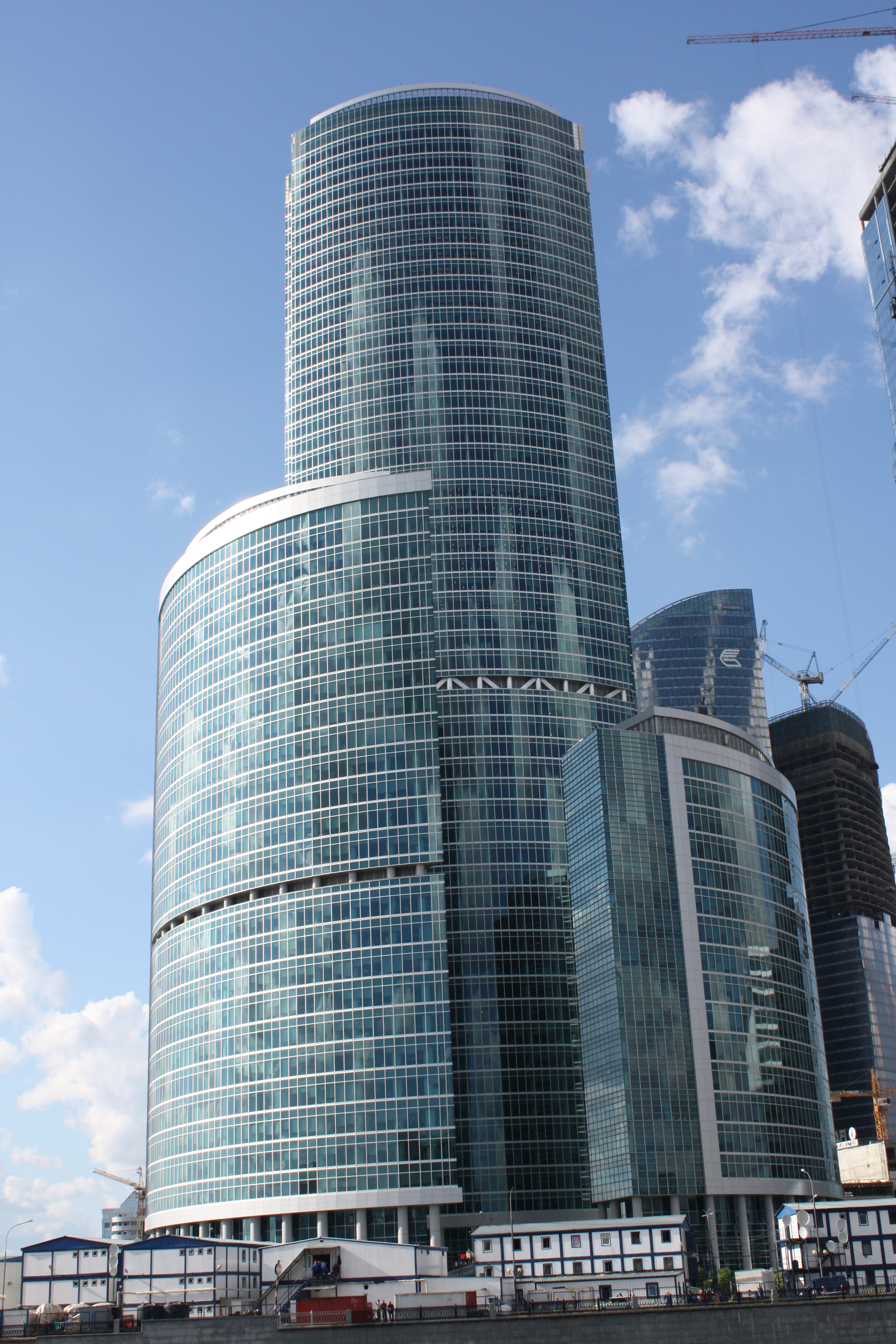
Torre Naberezhnaya

El complejo Naberezhnaya está ubicada en la parcela 10. Este complejo está formado por 3 bloques: el bloque A, que tiene 85 m y 17 plantas, fue completado el 2004, el bloque B, que tiene 127 m y 27 plantas, fue completado en octubre del 2005, y el bloque C, que tiene una altura de 268 m y 61 plantas, fue completado en octubre del 2007.
- Altura: 268 metros
- Área total de la Torre A: 39.718 metros cuadrados
- Área total de la Torre B: 53.994 metros cuadrados
- Comienzo de la construcción: 2003
- Fin de la construcción: 2007

### Terminal de transporte
La terminal de transporte (Транспортный терминал) será el nexo en el que confluyan diferentes líneas de metros, ferrocarril ligero y otro tipo de transporte público. Habrá también un espacio para oficinas, hoteles, una clínica y un aparcamiento.
- Área total de la superficie: 201.430 metros cuadrados
- La construcción comenzó en: 2012
- La construcción se finalizará: 2017

### Eurasia

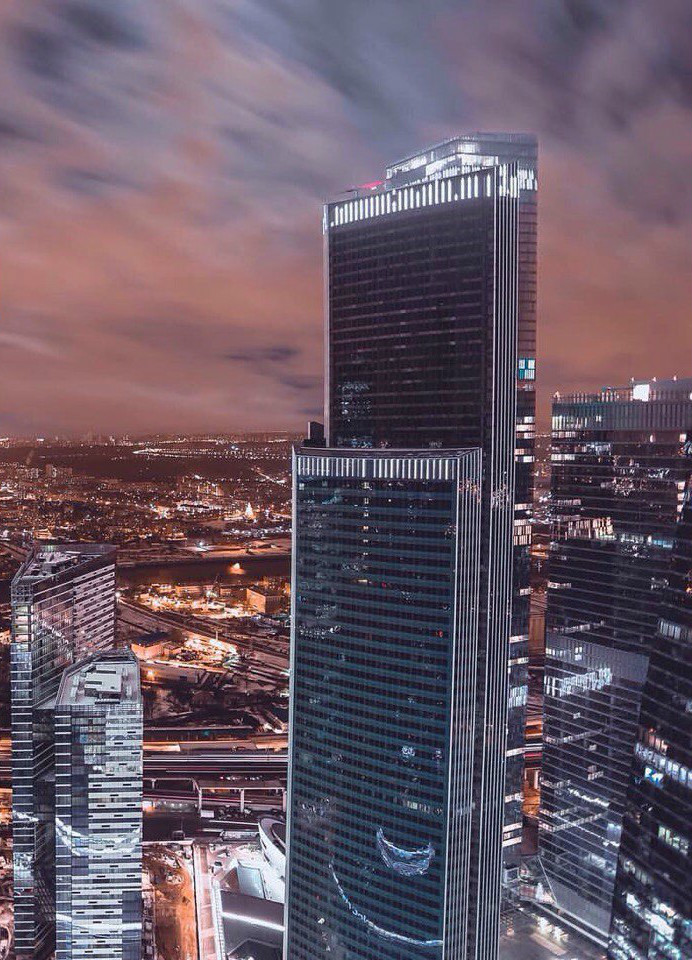
Eurasia

Eurasia, ubicado en la parcela 12 de plan de la City de Moscú, es un rascacielos de oficinas, residencias y alberga un casino, junto con otro tipo de infraestructuras lúdicas. Para todos los usos no residenciales, se tendrán que limitar a usar el espacio por debajo de la planta 29.
El diseño externo es una combinación de modernismo clásico con franjas horizontales. El edificio externo alberga un ascensor panorámico.
- Número de pisos: 72
- Altura: 309 metros
- Inversión total: 250 millones de $
- Área total: 207.542 m²
- Área de oficinas: 106.231 m²
- Área residencial: 21.185 m²
- Capacidad del parking: 10 000 vehículos
- Promotora: Mos City Group
- Fin de la construcción: 2015

### Bashnya Federatsiya

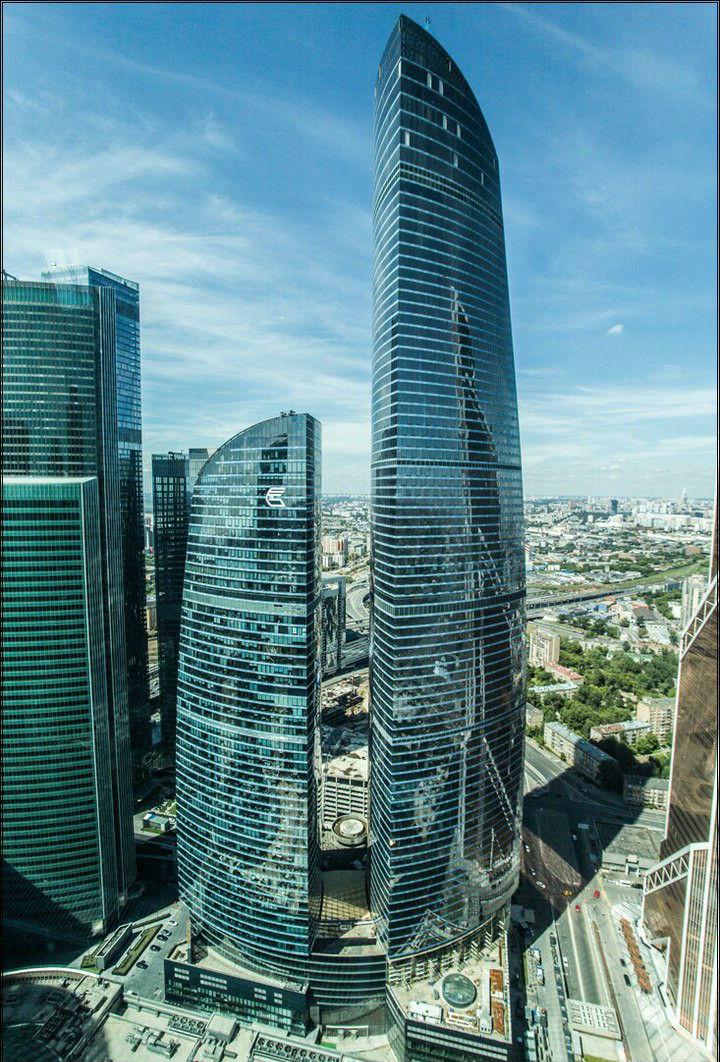
Bashnya Federatsiya

Bashnya Federatsiya es el rascacielos más alto del complejo.
- Torre A: 95 pisos - 373 metros
- Torre B: 62 pisos - 242 metros

- Constructora: ZAO Mirax-City, Russia
- Empleadora: ZAO Mirax-City, Russia
- Arquitecto: Prof. P. Schweger y S. Tchoban (Alemania)
- Inversión total: $500 millones
- Superficie total: 425,000 metros cuadrados;
- Altura: 373 metros
- Inicio de la construcción: 2004
- Fin de la construcción: 2016

### Mercury City Tower

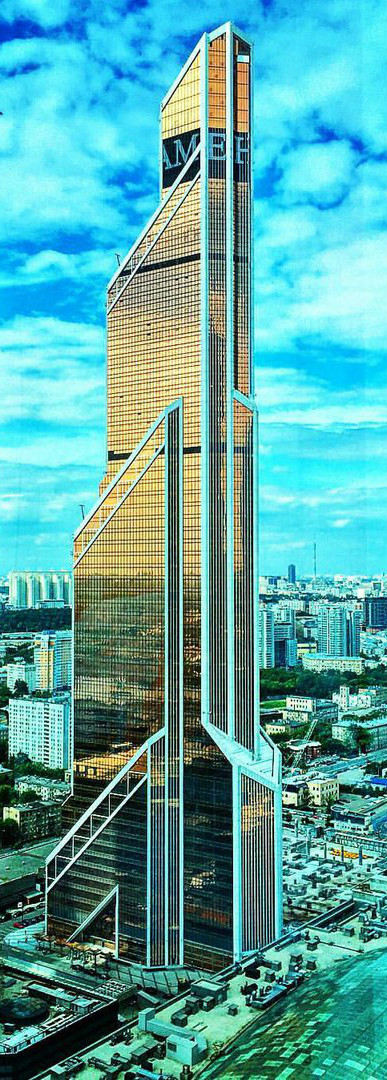
Mercury City Tower

Mercury City Tower es un rascacielos de uso residencial y de oficinas. La construcción comenzó en el 2006, y finalizó en el 2013. Tiene 339 metros de alto y 75 plantas.
- Arquitecto: M.M. Posohin, Frank Williams (EE. UU.), G.L. Sirota
- Área total: 158,000 metros cuadrados;
- Altura: 339 metros
- Construcción completada: 2013

### Torre del norte
Este complejo tiene espacios de oficina, sala de conciertos, gimnasio, restaurantes, cafés, clínicas y aparcamiento.
- Área total: 73,800 metros cuadrados
- Altura: 108 metros
- Número de pisos: 27
- Inicio de la construcción: 2005
- Fin de la construcción: 2007

MIBC "Moscow city" in Moscow on the map.
- Parcela 0 — Torre 2000
- Parcela 1 — Expocentro
- Parcela 2,3 — Evolution Tower
- Parcela 4 — Imperia Tower
- Parcela 6,7,8 — Galería central
- Parcela 9 — Ciudad de Capitales
- Parcela 10 — Torre Naberezhnaya
- Parcela 11 — Transporte Terminal
- Parcela 12 — Eurasia
- Parcela 13 — Bashnya Federatsiya
- Parcela 14 — Mercury City Tower
- Parcela 15 — Grand Tower
- Parcela 16 — OKO
- Parcela 17,18 — Neva Towers
- Parcela 19 — Torre del norte
- Parcela 20 — ?

## Transporte
Tres estaciones del metro fueron planeadas en la Línea Filyovskaya. La estación Vystavochnaya abrió en 2005, un tramo se extendió a la estación Mezhdunarodnaya en 2006, y todos los trabajos en la tercera estación Dorogomilovskaya (entre Kievskaya y Delovoi Tsentr), han sido postergadas. Recientemente emergió que hubo planes de extender un tramo tan lejos como Serpukhovsko-Timiryazevskaya Line.
Un sistema rápido de tránsito al Aeropuerto Vnukovo y al Aeropuerto Sheremetyevo con la Estación terminal con cada aeropuerto también fueron planeados.
Se espera que el complejo entero se finalice para el año 2025.